# Nicola Fratoianni
Nicola Fratoianni (n. 4 octombrie 1972, Pisa, Toscana, Italia) este un politician italian.